# 吉岡剛 (小説家)
吉岡 剛（よしおか つよし）は、日本のライトノベル作家。兵庫県神戸市出身。小説投稿サイト「小説家になろう」でも活動している。

## 人物
ラノベ作家になる以前は、ナレーター業に携わっていた。ナレーターとしては鳴かず飛ばずの状態だったが、趣味で「小説家になろう」に投稿していた小説が編集者の目に留まり、作家デビューを果たした。
バイクが好きで、普段からレースの観戦やツーリングをやっている。

## 作品
- 賢者の孫（イラスト：菊池政治、ファミ通文庫、全20巻）
- 魔法少女とラブコメとちぐはぐスクランブル（イラスト：ゆきさん、ファミ通文庫）
- 魔王のあとつぎ（イラスト：菊池政治、ファミ通文庫、既刊3巻）